# Egmonds Burg

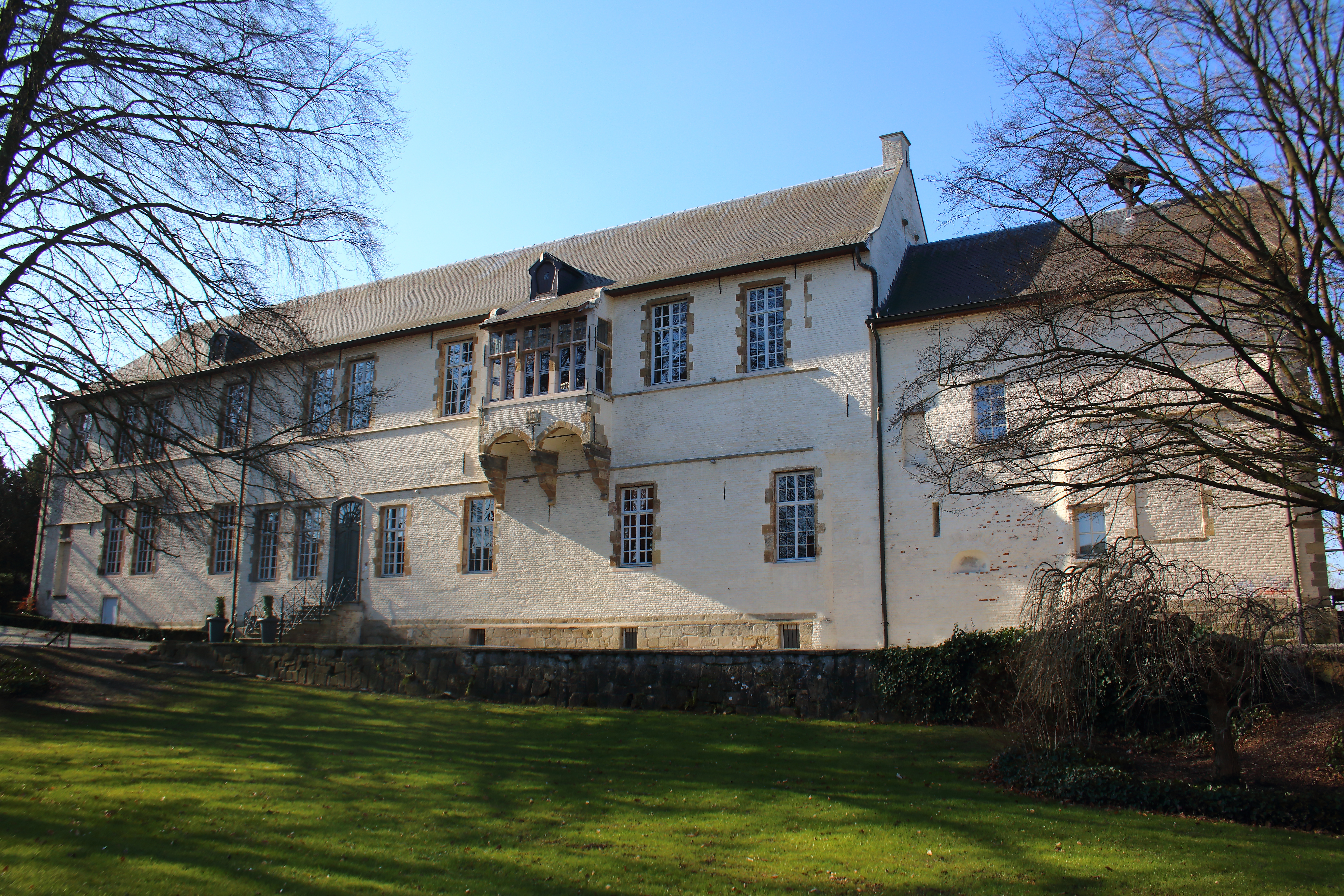
Egmonds Burg in Zottegem

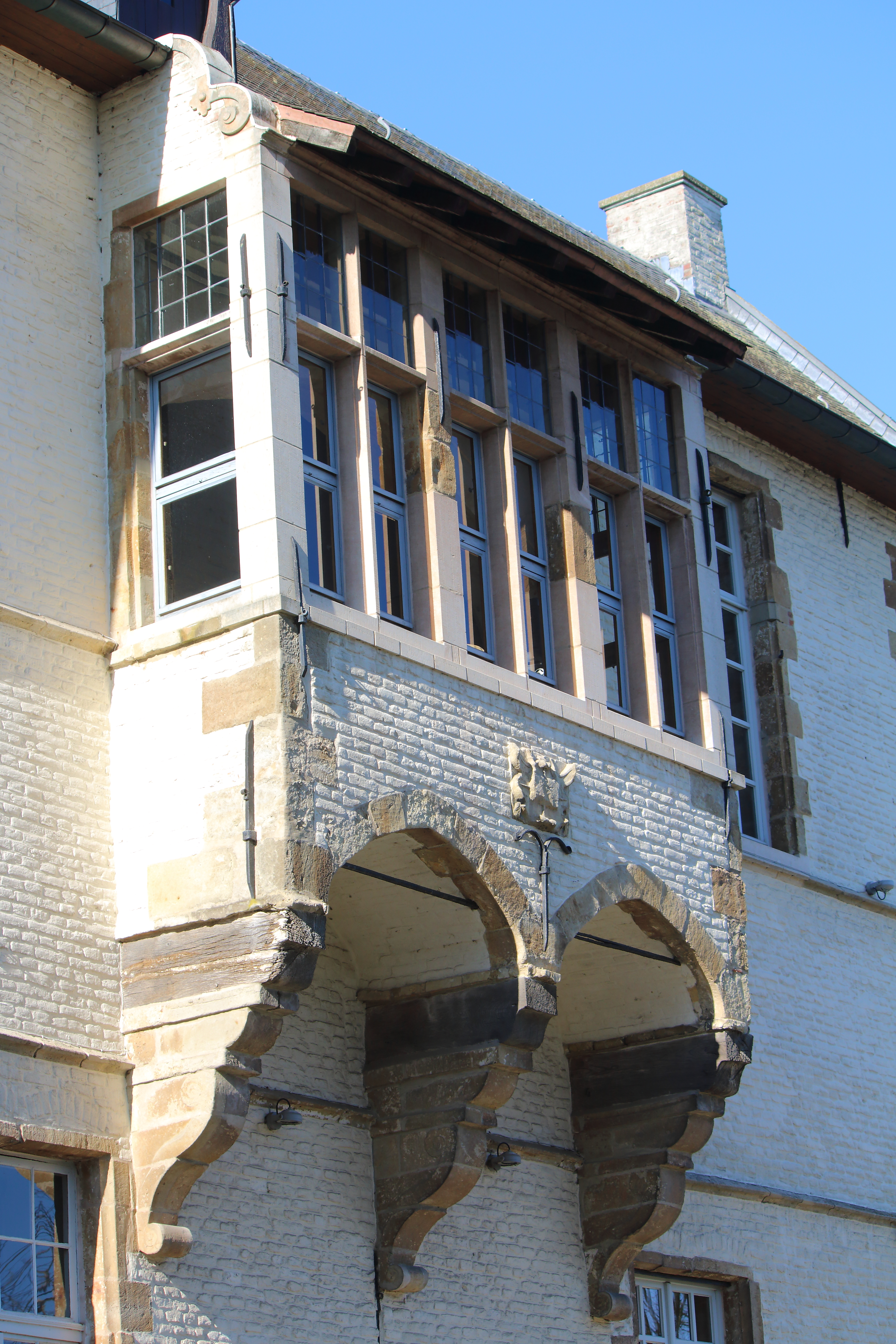
Erker der Burg in Zottegem

Egmonds Burg (niederländisch: Egmontkasteel oder Kasteel van Egmont) ist eine Burg in der belgischen Stadt Zottegem. Die erste Burg wurde schon im elften Jahrhundert erbaut. Die Herren von Zottegem bauten rund 1150 einen Donjon und eine Burgkapelle aus Stein. Die Burg kam in den Besitz der Familien Enghien (1219), Antoing (1321), Melun (1329) und Luxemburg-Fiennes (fünfzehntes Jahrhundert). In 1452 wurde die Burg während des Aufstands Gents gegen den Burgundsherzog zerstört. Ab 1530 gehörte die Burg zum Haus Egmond und so kam die Burg an Lamoral von Egmond und seine Nachkommen, die ein luxuriöseres Schloss erbauen ließen. Lamoral ließ den Rittersaal mit Renaissance-Erker bazen. Nach der Enthauptung Egmonts am 5. Juni 1568 wurde die Burg von den Spaniern bis 1576  beschlagnahm. Während des Achtzigjährigen Krieges wurde die Burg mehrfach beschädigt. Von 1707 bis 1797 kam die Burg in den Besitz der Familie Egmont-Pignatelli. Im Jahr 1815 wurde die Burg in zwei Teile geteilt. 1867 ließ Julien Ceuterick eine Fassade bauen im Stil der Neorenaissance (Architekt Emile Van Hoecke-Peeters). Die Stadt Zottegem kaufte den nördlichen (1957) und südlichen (1964) Teil der Burg. Sie wurden  bis 1982  als Krankenhaus, Schule und Kunstschule genutzt, bis dann die Stadtbibliothek in der Burg eingerichtet wurde. Seit 1964 ist Egmonds Burg ein geschütztes Denkmal. Von 1993 bis 1997 und von 2022 bis 2024 wurde die Burg restauriert. Egmonds Burg steht im Egmontpark, wo die archäologischen Reste der Zugbrücke, des Wehrgrabens und der Burgkapelle zu sehen sind. Im Egmontpark befindet sich auch das Egmondstandbild aus dem Jahre 1872, das seit 1968 neben der Burg steht. Archäologische Reste aus der Burg (Münzen, Wappen, Keramikfliesen) werden  in der Egmontkamer im alten Rathaus Zottegems ausgestellt.